# Antón Rubinstein

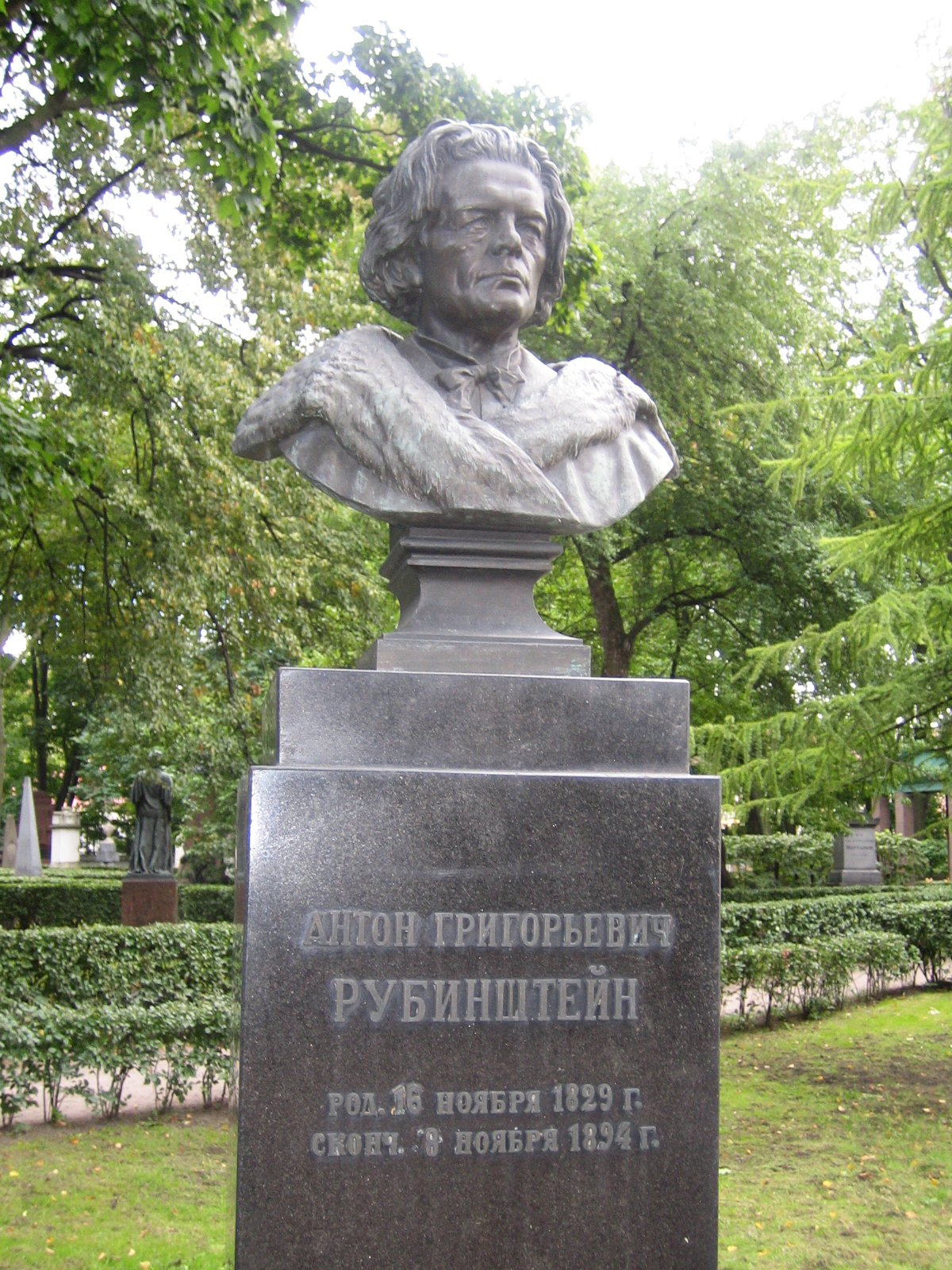
Tumba de Rubinstéin en el Cementerio Tijvin, San Petersburgo

Antón Grigórievich Rubinstéin (en ruso: Антoн Григoрьевич Рубинштейн; Vyjvatínets, Gobernación de Podolia, 28 de noviembre de 1829-Peterhof, 20 de noviembre de 1894) fue un pianista, compositor y  director de orquesta ruso. Hermano mayor de Nikolái Rubinstein y fundador del Conservatorio de San Petersburgo.

## Biografía
Como pianista, se lo consideraba rival de Franz Liszt y se encuentra entre los grandes virtuosos del piano. Fundador del conservatorio de San Petersburgo, donde él mismo fue profesor y rector dos veces, después de someterse a sí mismo a unos duros exámenes de admisión, para estar en condiciones de igualdad con los músicos que invitó. Como intérprete fue famoso por su amplio repertorio, que abarcaba compositores de todas la épocas y estilos. Histórico fue un ciclo de conciertos que dio por toda Europa, en que interpretó prácticamente todas las obras para piano. Como catedrático del conservatorio impartió una serie de clases igualmente históricas, en las que analizaba e interpretaba ejemplos de toda la literatura pianística. Gozaron de tanto éxito que tuvieron que ser repetidas. 
Su hermano Nikolái fue igualmente un gran músico, según palabras de Chaikovski, mucho más aventajado que el propio Antón. Nikolái, aconsejado por su hermano, logró fundar el Conservatorio de Moscú, donde empieza a trabajar un joven Chaikovski, Tanéyev, y otros grandes, iniciándose la gran escuela musical rusa a nivel profesional. Precisamente los Rubinstein fueron muy criticados porque existía la idea generalizada de que la fundación de un conservatorio que podría expender diplomas de acreditación profesional podría acabar con la proliferación de talentos que había hasta ese momento (Grupo de los Cinco, etc.), que eran casi todos autodidactas. 
Además los dos hermanos se dedicaron a la composición. Mientras que Nikolái no compuso más que unas breves piezas de salón, su hermano Antón tiene grandes obras, entre ellas cinco conciertos para piano (más otros dos no oficiales), óperas, sinfonías y otras obras de cámara y para piano. 
La Revolución de 1848 obligó a Rubinstein a volver a Rusia. Pasó los siguientes cinco años en San Petersburgo, principalmente, y Rubinstein enseñó, dio conciertos e interpretó a menudo ante la corte imperial. La gran duquesa Elena Pávlovna, hermana del zar Nicolás I, se convirtió en su más devota mecenas.
Para 1850, Rubinstein había decidido que no quería ser conocido solamente como pianista, «sino como un compositor que interpretaba sus propias sinfonías, conciertos, óperas, tríos, etc.».
Para el año 1852, se había convertido en una figura líder en la vida musical de San Petersburgo, interpretando como solista y colaborando con algunos de los destacados instrumentistas y vocalistas que venían a la capital rusa.
También compuso asiduamente. Después de una serie de retrasos, incluyendo algunas dificultades con el censor, la primera ópera de Rubinstein, Dmitri Donskói (hoy perdida salvo por la obertura), fue interpretada en el Teatro Bolshói de San Petersburgo en 1852. Le siguieron tres óperas en un acto escritas para Elena Pávlovna. También interpretó y dirigió varias de sus obras, incluyendo la Sinfonía Océano en su forma original de cuatro movimientos, su segundo Concierto para piano y varias obras solistas. Fue, en parte, su escaso éxito en la escena operística rusa, lo que llevó a Rubinstein a considerar marchar al extranjero de nuevo para asegurar su reputación como un artista serio.
Rubinstein fue un compositor prolífico, escribiendo no menos de veinte óperas (destacadamente, El demonio (Demon, 1875), basada en el poema romántico de Lérmontov y su sucesora El mercader Kaláshnikov), cinco conciertos para piano, seis sinfonías y un gran número de obras para piano solo con una producción sustancial de obras para conjunto de cámara, dos conciertos para violonchelo y uno para violín, obras orquestales independientes y poemas tonales (incluyendo uno titulado Don Quijote). Edward Garden escribe en el New Grove, 

Rubinstein compuso de forma continua en todas las épocas de su vida. Era capaz, y lo estaba deseando, escribiendo atropelladamente para publicación media docena de canciones o un álbum de piezas para piano con excesiva facilidad sabiendo que su reputación garantizaría una recompensa económica por el esfuerzo que implicaba.

En su día fue muy popular, pero hoy sus creaciones no suelen ser interpretadas, quizá lo más logrado sea su ópera Demon y el quinto Concierto para piano. Él mismo sufría porque no podía realizar mayores avances en este terreno (el compositivo), y sus obras tienen una enorme influencia de otros compositores, predominando Beethoven, Liszt o Brahms.

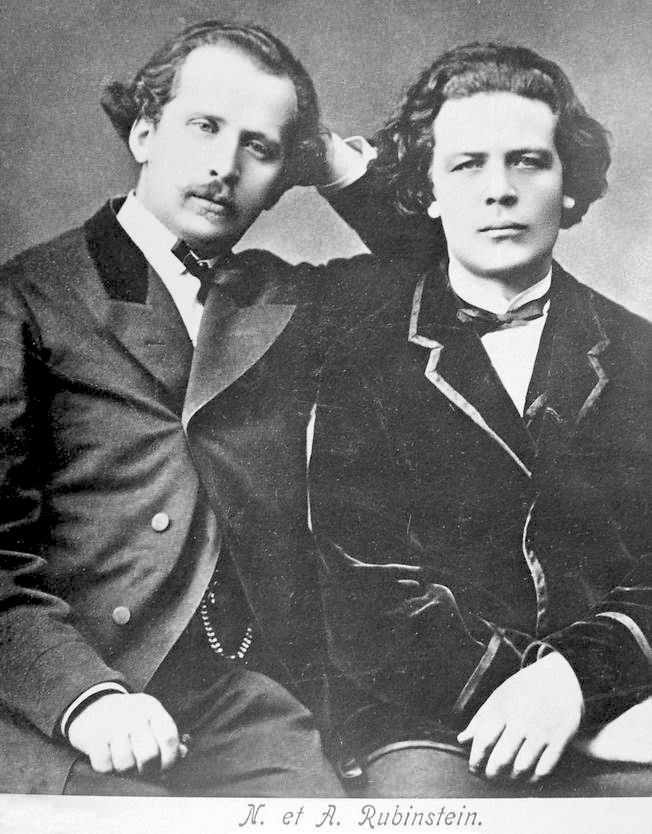
Nikolái (izda.) y Antón Rubinstein.